# Lijst van personen overleden in mei 2022
Dit is een lijst van bekende personen die zijn overleden in mei 2022.

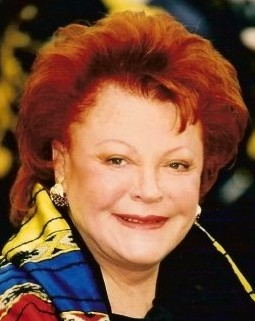
Régine
1 mei

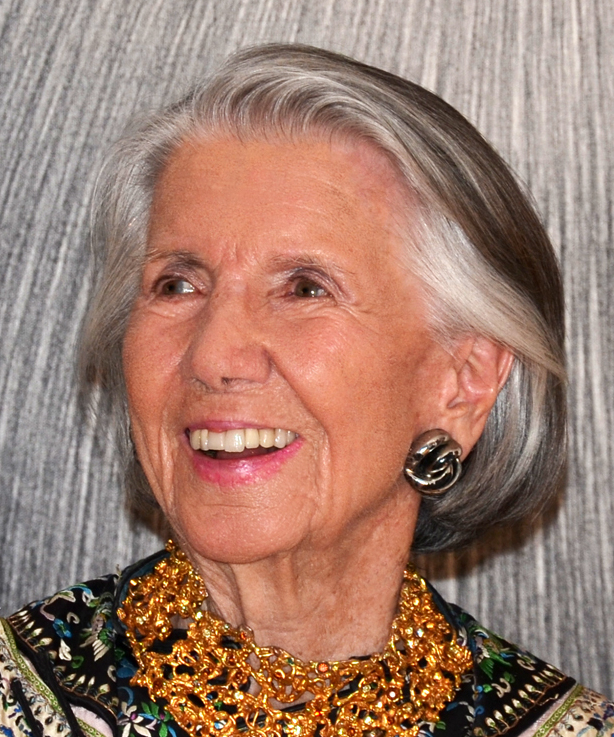
Meda Mládková
3 mei

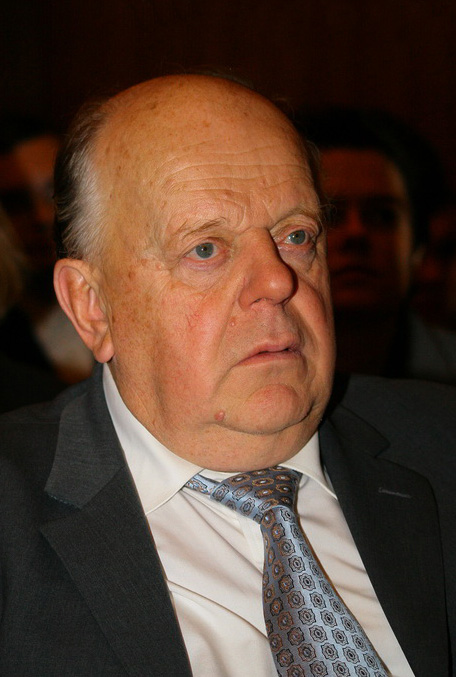
Stanislaw Sjoesjkevitsj
3 mei

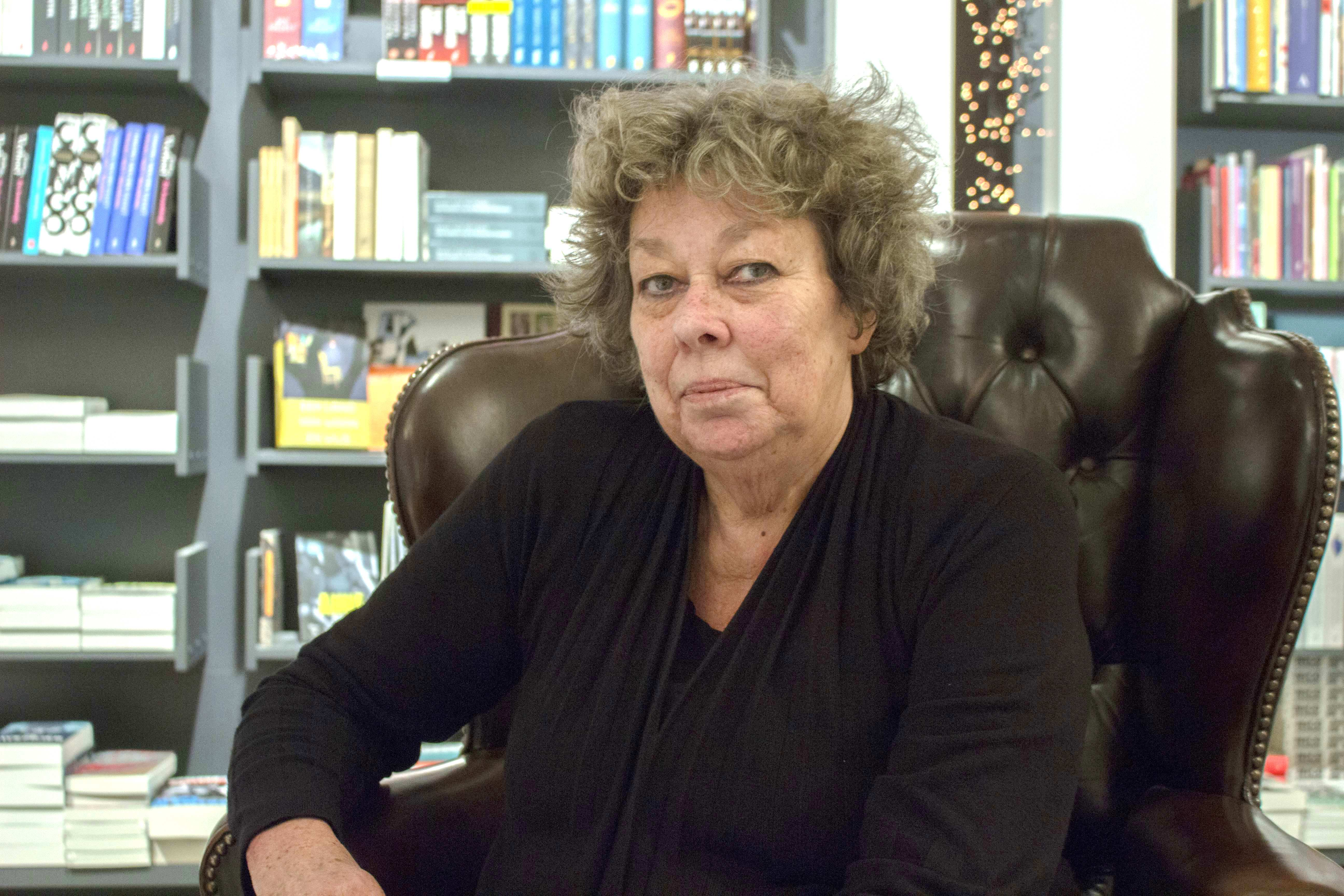
Sis van Rossem
4 mei

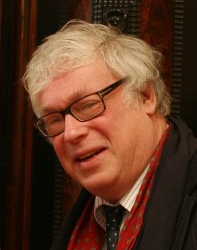
Gerard Klaasen
8 mei

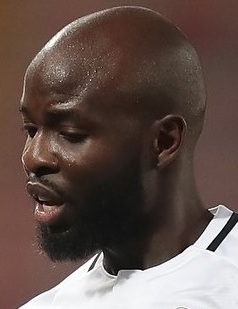
Jody Lukoki
9 mei

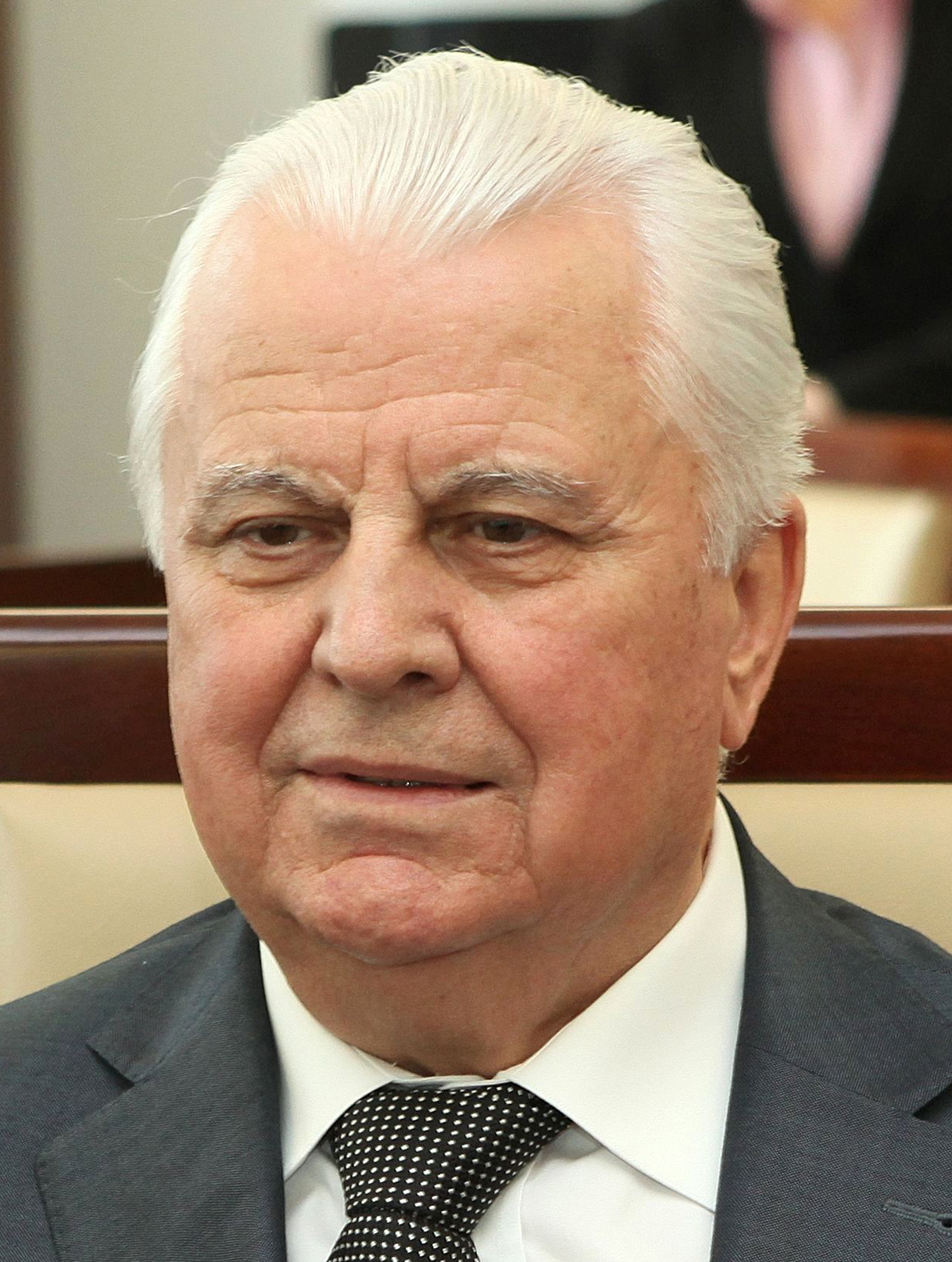
Leonid Kravtsjoek
10 mei

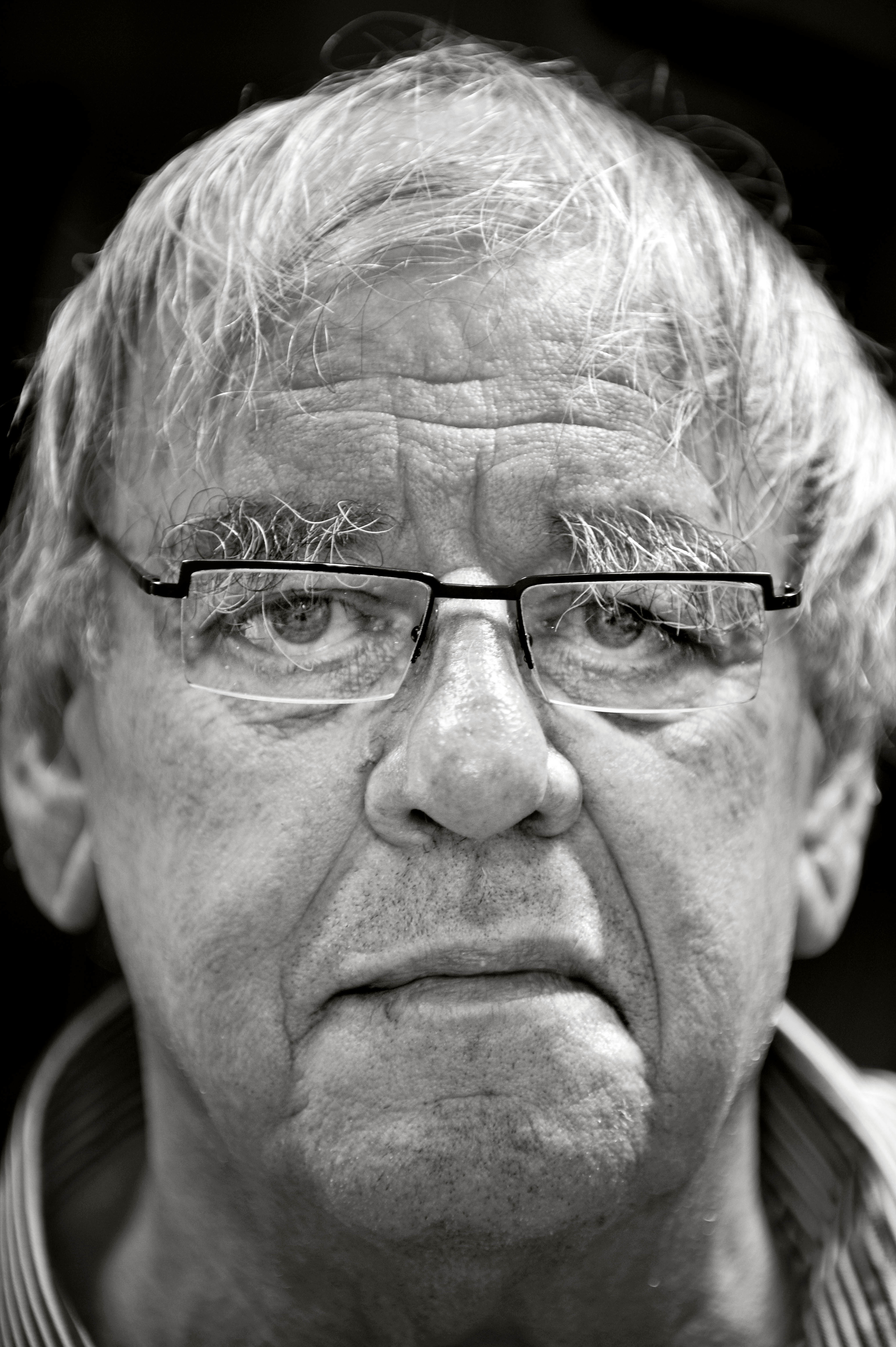
Jeroen Brouwers
11 mei

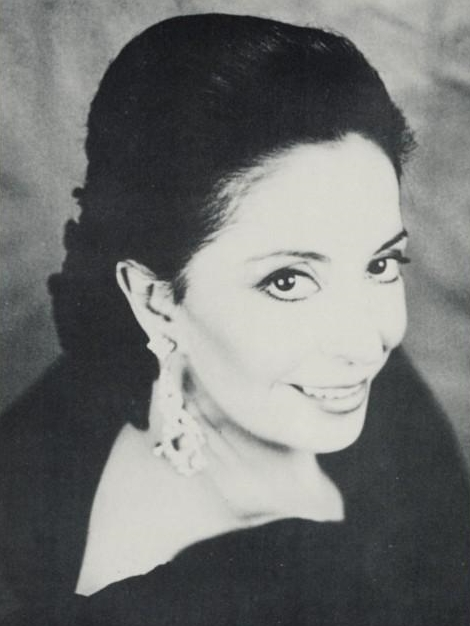
Teresa Berganza
13 mei

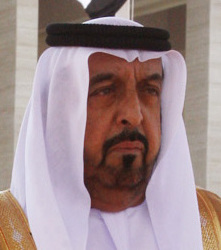
Khalifa bin Zayed Al Nahayan
13 mei

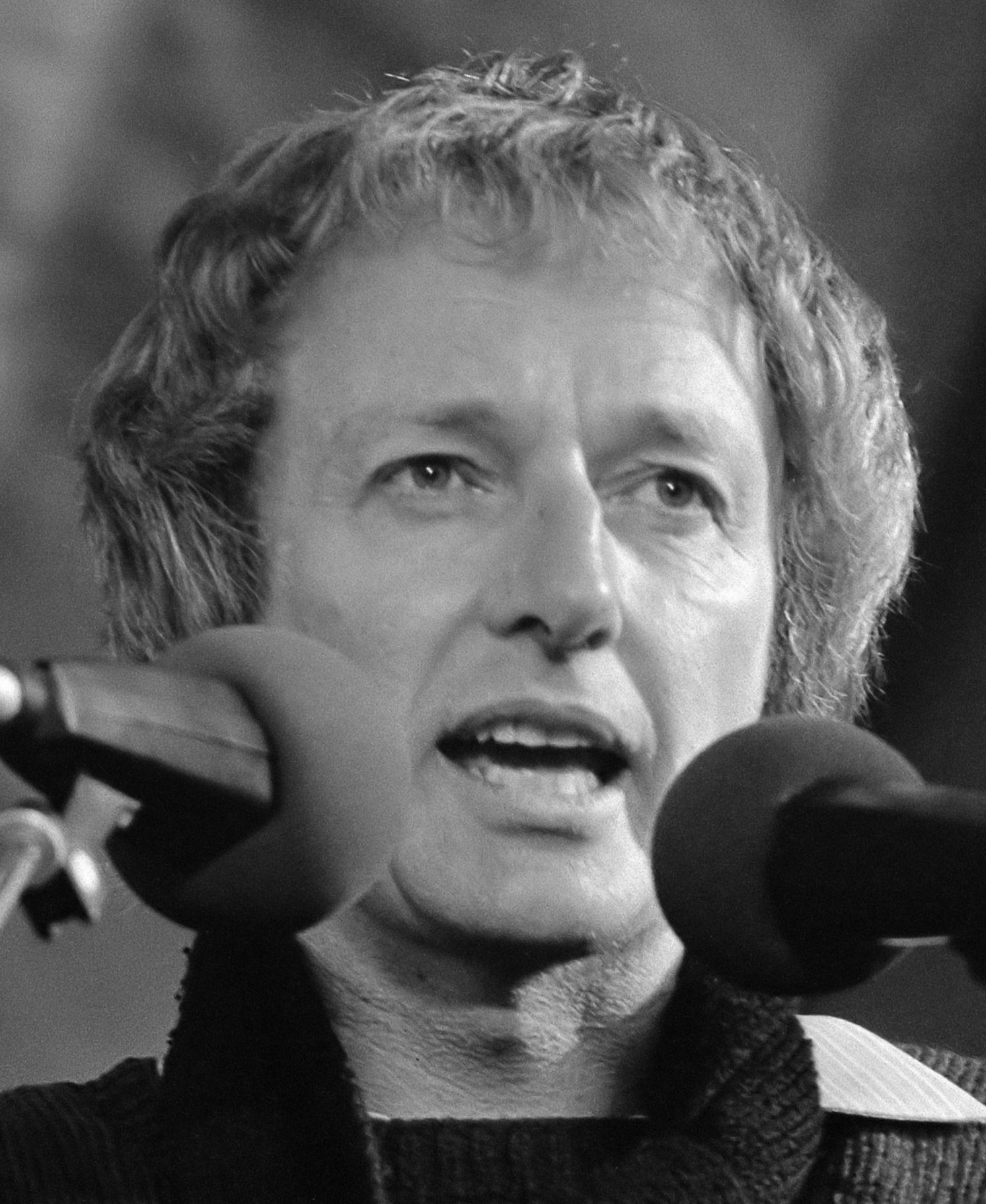
Mient Jan Faber
15 mei

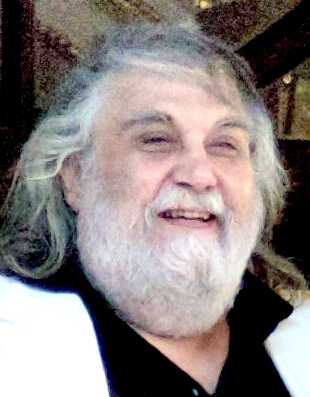
Vangelis
17 mei

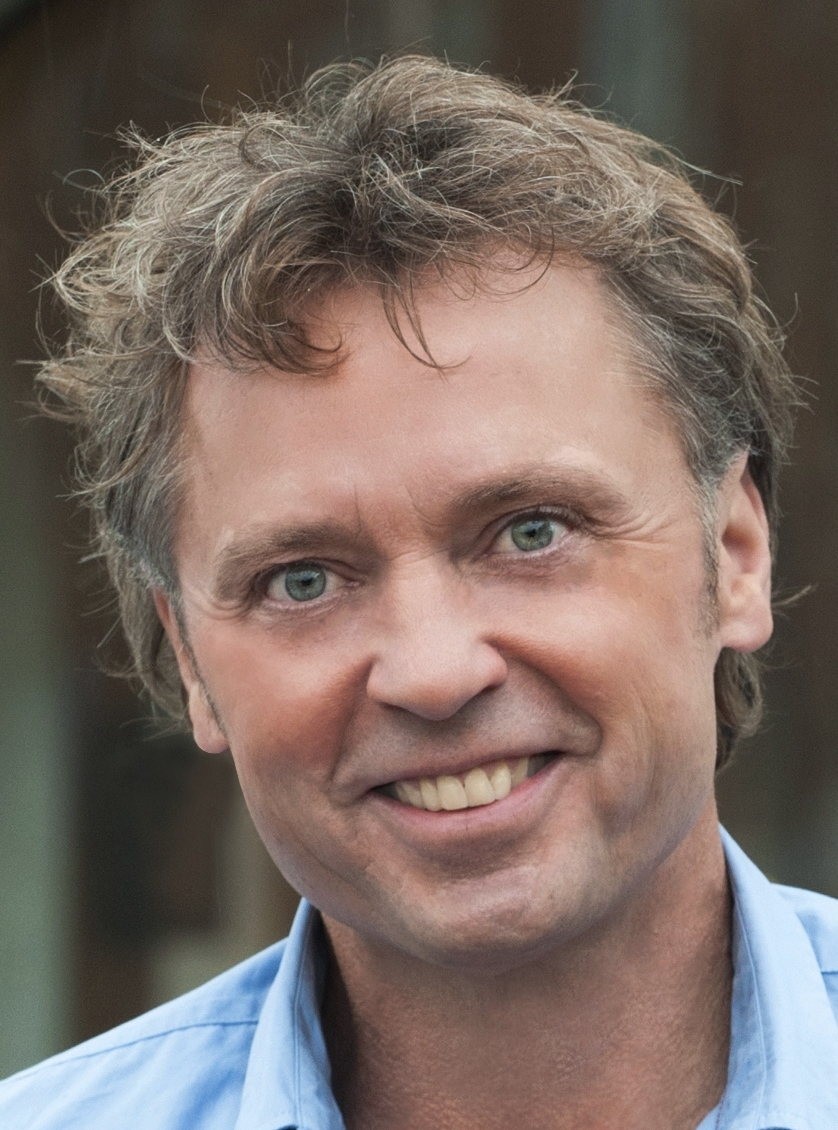
Wim Rijken
18 mei

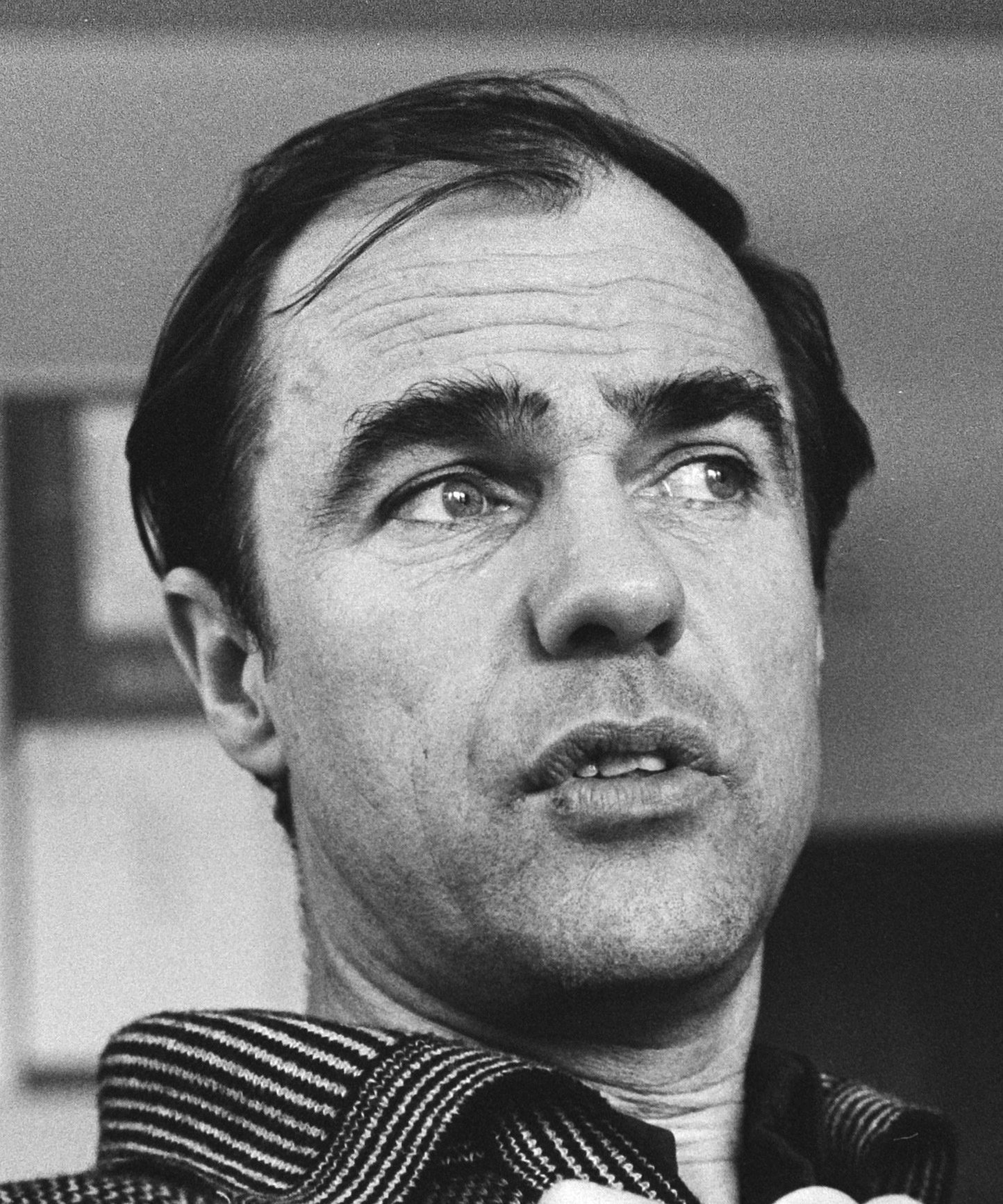
Eric Schneider
23 mei

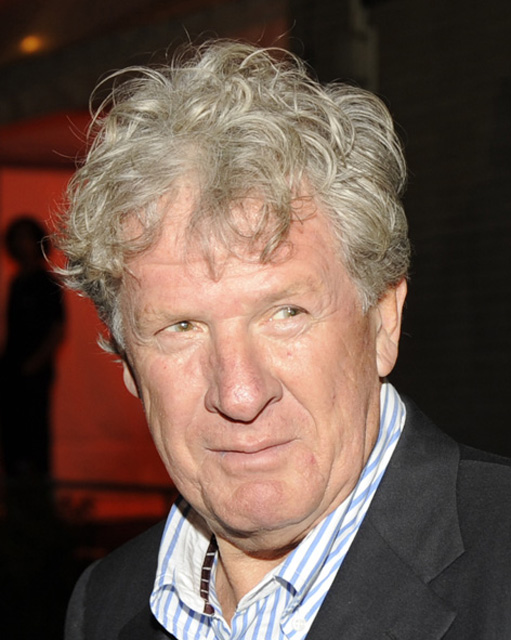
Willibrord Frequin
26 mei

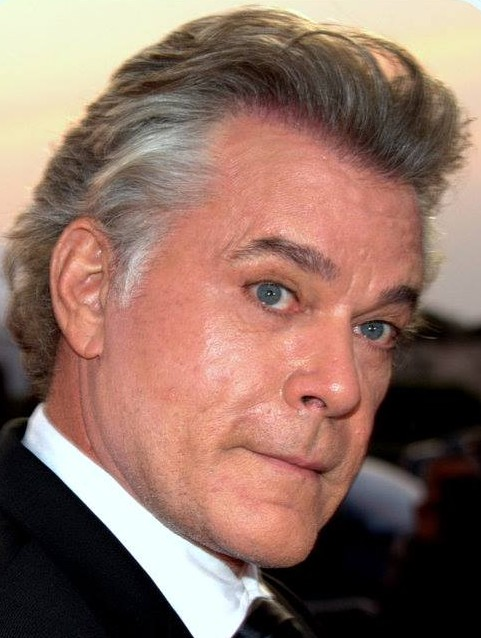
Ray Liotta
26 mei

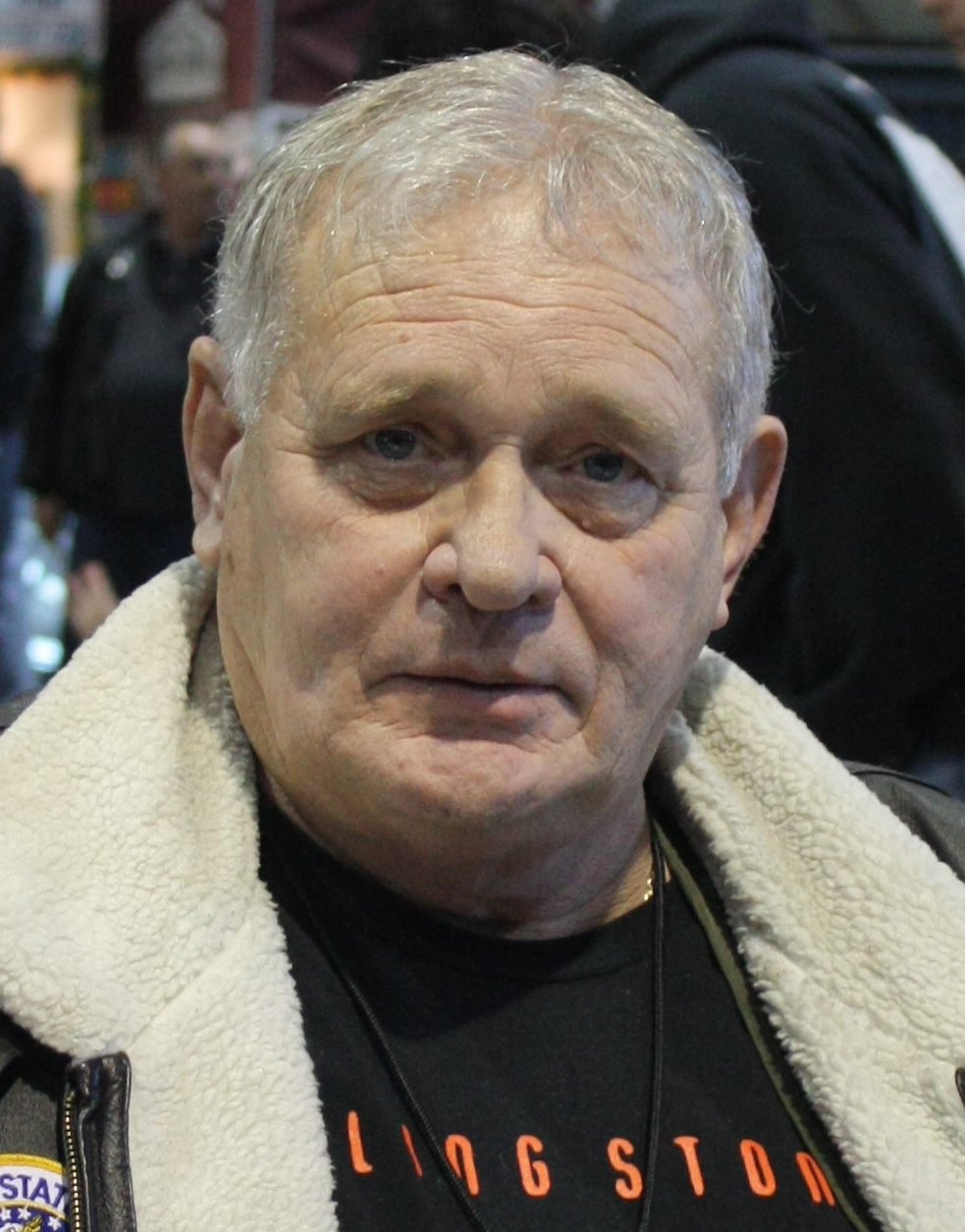
Bo Hopkins
28 mei

| 1 | 2 | 3 | 4 | 5 | 6 | 7 | 8 | 9 | 10 | 11 | 12 | 13 | 14 | 15 | 16 | 17 | 18 | 19 | 20 | 21 | 22 | 23 | 24 | 25 | 26 | 27 | 28 | 29 | 30 | 31 |
| - | - | - | - | - | - | - | - | - | -- | -- | -- | -- | -- | -- | -- | -- | -- | -- | -- | -- | -- | -- | -- | -- | -- | -- | -- | -- | -- | -- |

### 1 mei
- Ricardo Alarcón (84), Cubaans politicus[1]
- Kathy Boudin (78), Amerikaans activiste, terroriste, hoogleraar[2]
- Dominique Lecourt (78), Frans filosoof[3]
- Takuya Miyamoto (38), Japans voetballer[4]
- Ivica Osim (80), Bosnisch-Joegoslavisch voetballer en trainer[5]
- Ric Parnell (70), Brits rockdrummer[6]
- Jaap Ploos van Amstel (95), Nederlands beeldend kunstenaar[7]
- Régine (Régina Zylberberg) (92), Belgisch-Frans zangeres, filmactrice en zakenvrouw[8]
- Charles Siebert (84), Amerikaans acteur[9]

### 2 mei
- Sjef Henderickx (77), Nederlands beeldend kunstenaar[10]
- Axel Leijonhufvud (88), Zweeds econoom[11][12]
- Kailia Posey (16), Amerikaans realityster[13]
- Joseph Raz (83), Israëlisch filosoof[14]

### 3 mei
- Jan Béghin (72), Belgisch politicus[15]
- Tony Brooks (90), Brits coureur[16]
- Theo van Dijk (81), Nederlands organist en beiaardier[17]
- Norman Mineta (90), Amerikaans politicus[18]
- Meda Mládková (102), Tsjechisch kunsthistoricus[19]
- Michel Schooyans (91), Belgisch filosoof[20]
- Stanislaw Sjoesjkevitsj (87), Wit-Russisch wis- en natuurkundige en president van Wit-Rusland[21]

### 4 mei
- Albin Julius (54), Oostenrijks muzikant[22]
- Harm Ottenbros (78), Nederlands wielrenner[23]
- Sis van Rossem (77), Nederlands kunsthistorica[24]

### 5 mei
- Ronald Lopatni (78), Kroatisch waterpolospeler[25]
- Kenneth Welsh (80), Canadees acteur[26]

### 6 mei
- Patricia A. McKillip (74), Amerikaans fantasy- en sciencefictionschrijver[27]
- Marian van der Meer (85), Nederlands politica[28]
- George Pérez (67), Amerikaans striptekenaar en schrijver[29]

### 7 mei
- Joeri Averbach (100), Russisch schaker[30]
- Mickey Gilley (86), Amerikaans countryzanger en songwriter[31]
- Kang Soo-Youn (55), Zuid-Koreaans actrice[32]
- Jack Kehler (75), Amerikaans acteur[33]
- Robin Parkinson (92), Brits acteur[34]

### 8 mei
- André Arthur (78), Canadees politicus en radiohost[35]
- Maria Goesakova (91), Russisch langlaufster[36]
- Bengt Johansson (79), Zweeds handballer[37]
- Gerard Klaasen (70), Nederlands journalist[38]
- Fred Ward (79), Amerikaans acteur[39]
- Dennis Waterman (74), Brits acteur[40]

### 9 mei
- Jody Lukoki (29), Congolees-Nederlands voetballer[41]
- Rob Posthumus (73), Nederlands burgemeester[42]

### 10 mei
- John Cripps (95), Brits-Australisch landbouwkundige en wetenschapper[43]
- Sandra Greatbatch (76), Brits dartster[44]
- Leonid Kravtsjoek (88), president van Oekraïne[45]
- Gerrie Welbedacht (98), Nederlands verzetsstrijder[46]

### 11 mei
- Shireen Abu Akleh (51), Palestijns journaliste[47]
- William Bennett (86), Brits fluitist[48]
- Jeroen Brouwers (82), Nederlands schrijver[49]
- Henk Groot (84), Nederlands voetballer[50]
- Joop Reuver (93), Nederlands burgemeester[51]

### 12 mei
- Willem van Lynden (70), Nederlands baron en kasteelheer[52]
- Robert McFarlane (84), Amerikaans nationaal veiligheidsadviseur[53]
- Alexei Tsvetkov (75), Russisch dichter en journalist[54]

### 13 mei
- Teresa Berganza (89), Spaans mezzosopraan[55]
- Nico de Bruijn (87), Nederlands voetballer[56]
- Ricky Gardiner (73), Brits gitarist en componist[57]
- Ben Mottelson (95), Amerikaans-Deens natuurkundige en Nobelprijswinnaar[58]
- Simon Preston (83), Brits organist, dirigent en componist[59]
- Khalifa bin Zayed Al Nahayan (73), president van de Verenigde Arabische Emiraten[60]

### 14 mei
- Robert Cogoi (82), Belgisch zanger[61]
- Maximiliano Rolón (27), Argentijns voetballer[62]
- Andrew Symonds (46), Australisch cricketer[63]

### 15 mei
- Mient Jan Faber (81), Nederlands wiskundige en vredesactivist[64]
- Knox Martin (99), Amerikaans beeldhouwer en kunstschilder[65]

### 16 mei
- John Aylward (75), Amerikaans acteur[66]
- Lenny Laroux, Nederlands muzikant en zanger[67]
- Arkadi Mandzjiev (60), Russisch zanger, componist, politicus en muzikant[68]

### 17 mei
- Jacques Claes (92), Belgisch hoogleraar[69]
- Mohamed Rabbae (81), Nederlands politicus[70]
- Rodri (88), Spaans voetballer[71]
- Marnie Schulenburg (37), Amerikaans actrice[72]
- Vangelis (Evanghelos Papathanasiou) (79), Grieks componist[73]

### 18 mei
- Jos Frenken (85), Nederlands hoogleraar[74]
- Mpho Moerane (52), Zuid-Afrikaans politicus[75]
- Thijs Pollmann (82), Nederlands hoogleraar[74]
- Wim Rijken (63), Nederlands zanger en acteur[76]

### 19 mei
- Eli Content (78), Nederlands kunstschilder[77]
- Wolf Spitzer (82), Duits beeldhouwer[78]
- Terry Verbiest (66), Belgisch presentator, ondernemer en journalist[79]
- Bernard Wright (58), Amerikaans funk- en jazzmusicus en toetsenist[80]

### 20 mei
- Mickey Huibregtsen (82), Nederlands topmanager en sportbestuurder[81]
- Pierre Janssens (82), Nederlands burgemeester[82]
- Susan Roces (80), Filipijns film- en televisieactrice[83]

### 21 mei
- Colin Cantwell (90), Amerikaans conceptueel ontwerper[84]
- Marco Cornez (64), Chileens voetballer[85]
- Hubert Fermina (74), Curaçaos-Nederlands politicus[86]
- David Forbes (88), Australisch zeiler[87]
- Heddy Honigmann (70), Peruaans-Nederlands filmmaakster[88]
- Tania Tinoco (58), Ecuadoriaans journaliste en televisiepresentatrice[89]
- Jiří Zídek Sr. (78), Tsjechisch basketballer[90]

### 22 mei
- Hazel Henderson (89), Brits auteur, futuroloog en economisch iconoclast[91]
- Lee Lawson (80), Amerikaans actrice[92]
- Dervla Murphy (90), Iers reisboekenschrijfster[93]
- Mis.Tic (66), Frans graffitikunstenaar[94]

### 23 mei
- Eric Berger (86), Nederlands burgemeester[95]
- Anita Gradin (88), Zweeds politica[96][97]
- Michel Meyer (72), Belgisch filosoof[98]
- Eric Schneider (87), Nederlands acteur[99]

### 24 mei
- Don Beck (85), Amerikaans managementconsultant[100]
- Joop Boonstra (73), Nederlands ondernemer[101]
- Thomas Ulsrud (50), Noors curlingspeler[102]

### 25 mei
- Tiny Legs Tim (Tim De Graeve) (44), Belgisch singer-songwriter en bluesgitarist[103]
- Wies van Dongen (90), Nederlands wielrenner[104]
- Lívia Gyarmathy (90), Hongaars filmregisseuse en scenarioschrijfster[105]
- Gijs de Lange (65), Nederlands acteur en regisseur[106]

### 26 mei
- Andrew Fletcher (60), Brits toetsenist en zanger[107]
- Willibrord Frequin (80), Nederlands journalist, programmamaker en presentator[108]
- Ray Liotta (67), Amerikaans acteur[109]
- Ciriaco De Mita (94), Italiaans politicus[110]
- Cor van de Velden (91), Nederlands ondernemer[111]
- Alan White (72), Brits drummer[112]

### 27 mei
- Angelo Sodano (94), Italiaans kardinaal[113]

### 28 mei
- Evaristo Carvalho (80), Santomees politicus[114]
- Bo Hopkins (84), Amerikaans acteur[115]
- Bujar Nishani (55), president van Albanië[116]

### 29 mei
- Antônio Cançado (74), Braziliaans hoogleraar en rechter[117]
- Ronnie Hawkins (87), Amerikaans muzikant[118]
- Lester Piggott (86), Brits jockey[119]

### 30 mei
- Boris Pahor (108), etnisch Sloveense schrijver met Italiaanse nationaliteit[120][121][122]
- Paul Vance (92), Amerikaans songwriter en platenproducer[123]

### 31 mei
- Dave 'Baby' Cortez (83), Amerikaans muzikant[124]
- André Danneels (90), Belgisch burgemeester[125]
- Andrée Geulen-Herscovici (100), Belgisch Jodenhelpster uit Tweede Wereldoorlog[126]
- Egbert Hirschfelder (79), Duits roeier[127]
- Jacques N’Guea (66), Kameroens voetballer[128]
- Gilberto Rodríguez Orejuela (83), Colombiaans drugscrimineel[129]
- Kelly Joe Phelps (62), Amerikaans bluesmuzikant[130]
- Dave Smith (72), Amerikaans ingenieur en ondernemer[131]
- Carlo Smuraglia (98), Italiaans politicus[132]

januari ·
februari ·
maart ·
april ·
mei ·
juni ·
juli ·
augustus ·
september ·
oktober ·
november ·
december
1900 ·
1901 ·
1902 ·
1903 ·
1904 ·
1905 ·
1906 ·
1907 ·
1908 ·
1909 ·
1910 ·
1911 ·
1912 ·
1913 ·
1914 ·
1915 ·
1916 ·
1917 ·
1918 ·
1919 ·
1920 ·
1921 ·
1922 ·
1923 ·
1924 ·
1925 ·
1926 ·
1927 ·
1928 ·
1929 ·
1930 ·
1931 ·
1932 ·
1933 ·
1934 ·
1935 ·
1936 ·
1937 ·
1938 ·
1939 ·
1940 ·
1941 ·
1942 ·
1943 ·
1944 ·
1945 ·
1946 ·
1947 ·
1948 ·
1949 ·
1950 ·
1951 ·
1952 ·
1953 ·
1954 ·
1955 ·
1956 ·
1957 ·
1958 ·
1959 ·
1960 ·
1961 ·
1962 ·
1963 ·
1964 ·
1965 ·
1966 ·
1967 ·
1968 ·
1969 ·
1970 ·
1971 ·
1972 ·
1973 ·
1974 ·
1975 ·
1976 ·
1977 ·
1978 ·
1979 ·
1980 ·
1981 ·
1982 ·
1983 ·
1984 ·
1985 ·
1986 ·
1987 ·
1988 ·
1989 ·
1990 ·
1991 ·
1992 ·
1993 ·
1994 ·
1995 ·
1996 ·
1997 ·
1998 ·
1999 ·
2000 ·
2001 ·
2002 ·
2003 ·
2004 ·
2005 ·
2006 ·
2007 ·
2008 ·
2009 ·
2010 ·
2011 ·
2012 ·
2013 ·
2014 ·
2015 ·
2016 ·
2017 ·
2018 ·
2019 ·
2020 ·
2021 ·
2022 ·
2023 ·
2024 ·
2025